# Cadillac Model D
 (janvier 2020).
Si vous disposez d'ouvrages ou d'articles de référence ou si vous connaissez des sites web de qualité traitant du thème abordé ici, merci de compléter l'article en donnant les références utiles à sa vérifiabilité et en les liant à la section « Notes et références ».
La Cadillac Model D est une automobile américaine datant de l'âge du laiton qui a été présentée par Cadillac en janvier 1905 et vendue tout au long de cette année. C'était une automobile plus grande que les offres Cadillac précédentes, et leur premier modèle de production à quatre cylindres. Au prix de 2 800 dollars, elle peut être considérée comme la première voiture de luxe de la société.
Le moteur était un moteur avec quatre cylindres en ligne en L  de 300,7 pouces cubes (4,9 L) produisant une puissance de 30 chevaux (22 kW). La voiture utilisait un train épicycloïdal à 3 vitesses complexe et avait un accélérateur gouverné, essentiellement un régulateur de vitesse primitive. Le moteur a été conçu par Alanson P. Brush, qui a quitté Cadillac peu de temps après.

## Model H & L
La Model D a été remplacé pour 1906 par la Model H et la plus grande Model L. Les deux étaient basés sur la Model D, bien que le départ de Brush ait conduit Henry M. Leland à commencer à purger ses conceptions brevetées des voitures. Ainsi, le système de levée de soupape d'admission variable et le régulateur hydraulique ont été abandonnés pour des conceptions plus conventionnelles.
La Model L utilisait un gros moteur de 6,4 L avec un alésage carré de 5 po (127 mm) et une course nominale de 40 ch (30 kW). La plus petite Model H a continué avec la taille du moteur de 30 ch (22 kW) 4,9 L utilisée dans la Model D.
Les deux sont venus dans deux styles de carrosseries ou plus.
La Model H a continué à être produit jusqu'en 1908, tandis que la Model L a été annulé et une limousine a été ajoutée comme style de carrosserie.

## Model G

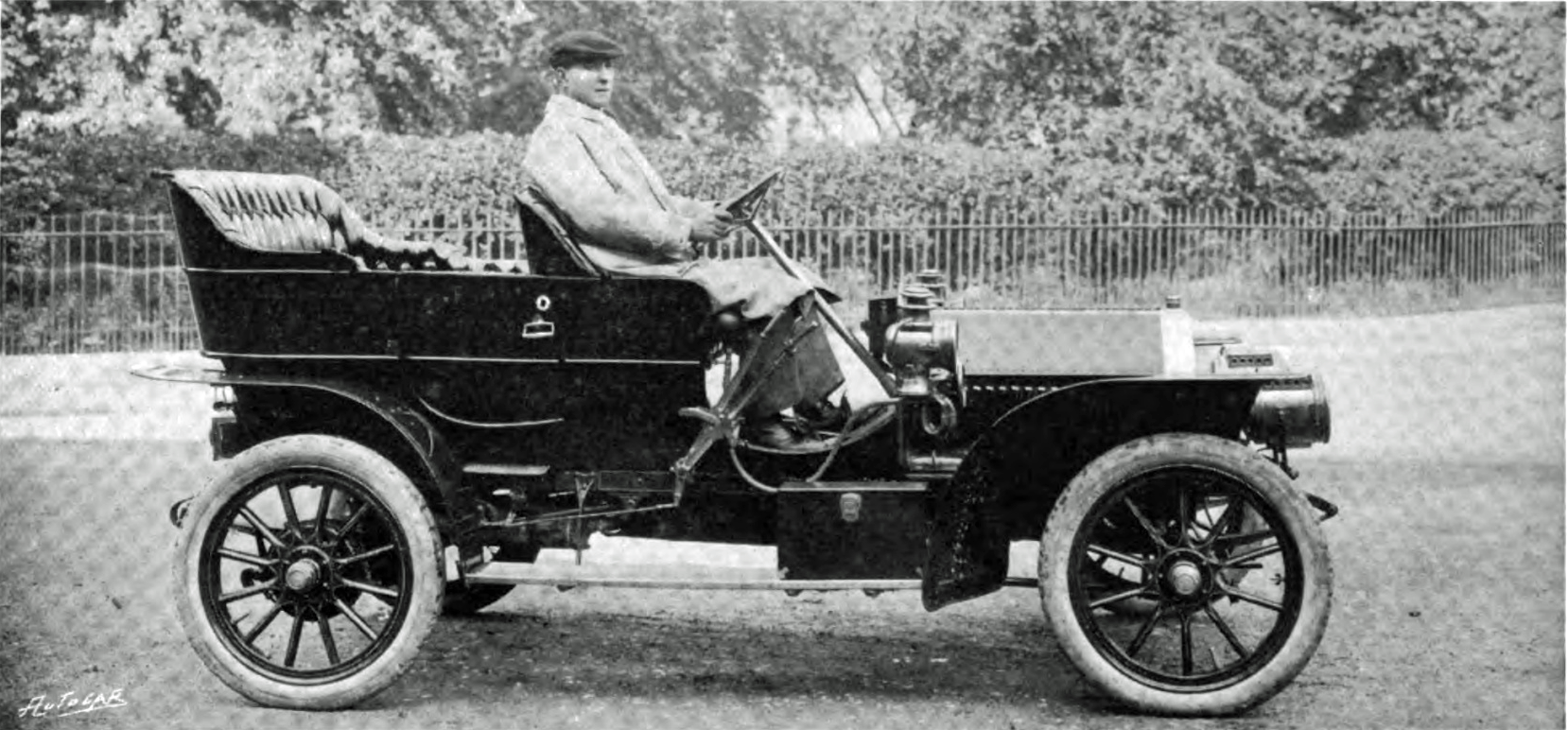
Model G tonneau, entrée latérale

La Model G était une version plus petite du Model H, avec un empattement de 100 pouces (2540 mm). Il peut être acheté en tourer, roadster ou limousine.
Le moteur était un moteur avec quatre cylindres en ligne en L de 3,7 litres (226,2 pouces cubes) produisant 20 ch (15 kW), qui a été reclassé à 25 ch pour 1908 sans aucun changement. La Model G a évité le train épicycloïdal compliquée utilisée sur d'autres voitures de luxe à quatre cylindres de l'époque pour un système d'engrenage coulissant moins compliqué.
Pour l'année modèle 1909, Cadillac a présenté la nouvelle Cadillac Model Thirty. Cette nouvelle voiture était basée sur la Model G et a remplacé tous les modèles de 1908. La Model 30 était doté de différentes configurations et capacités de passagers.